# Ilmi Umerow

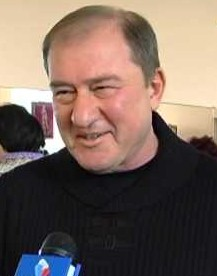
Ilmi Umerow (2013)

Ilmi Rustemowytsch Umerow (ukrainisch Ільмі Рустемович Умеров, russisch Ильми Рустемович Умеров Ilmi Rustemowitsch Umerow, krimtatarisch İlmi Rustem oğlu Ümerov; * 3. August 1957 in Fergana, Usbekische Sozialistische Sowjetrepublik) ist ein ethnisch krimtatarischer, ehemaliger Anführer auf der Krim. Er war Bürgermeister von Bachtschyssaraj und Vorsitzender des Medschlis des Krimtatarischen Volkes.

## Biographie
Umerow schloss im Jahr 1980 sein Studium an der Medizinischen Fakultät des Andijon-Instituts ab und arbeitete anschließend ein Jahr lang als Arzt im Entbindungshaus der Stadt Fergana.
In den Jahren 1981–1984 arbeitete er als Geburtshelfer und Gynäkologe im städtischen Krankenhaus von Margilan in der Provinz Fargʻona und war danach als Anästhesist und Intensivmediziner tätig.
Eine aktive politische Tätigkeit begann Umerow in den 1990er Jahren. Von 1994 bis Anfang 1997 war er stellvertretender Premierminister der Autonomen Republik Krim, anschließend stellvertretender Vorsitzender des Ministerrats der Krim.
Vom Mai 2002 bis September 2005 bekleidete Umerow den Posten des stellvertretenden Vorsitzenden des Obersten Rates der Krim. Während der Präsidentschaftswahlen 2004 war er ein enger Vertrauter von Wiktor Juschtschenko.
Die oberste Anklägerin der Krim, Natalja Poklonskaja, beschloss 2016, die Aktivitäten der krimtatarischen Medschlis auf Extremismus hin zu prüfen. Das oberste Gericht folgte Anfang Mai 2016  dieser Bitte und verbot den Medschlis und dessen Aktivitäten auf russischem Gebiet. Umerow wurde Ende Mai 2016 unter Hausarrest gestellt und des Separatismus beschuldigt; seine Aussagen, dass die Krim wieder mit der Ukraine vereint werden müsse, wurden als aus Kiew bestelltes Verbrechen des tatarischen Fernsehkanals ATR dargestellt. Im August 2016 wurde er von einem regulären Krankenhaus, wo er wegen des Verdachts auf einen Herzinfarkt behandelt wurde, wie auch andere, in die psychiatrische Klinik von Simferopol eingewiesen, wo er einen Monat forensisch untersucht wurde. Er leidet auch an Hypertonie, Diabetes und der Parkinson-Krankheit. Er wurde am 7. September 2016 freigelassen, Ende September 2017 zu zwei Jahren Haft verurteilt, kurz darauf jedoch zusammen mit einem weiteren, ebenfalls verurteilten, Krimtataren in die Türkei ausgeflogen.